# Krzysztof Kucharczyk
Krzysztof Kucharczyk (ur. 7 maja 1957 we Wrocławiu) – polski strzelec, inżynier i trener sportowy, medalista mistrzostw świata i Europy, olimpijczyk.

## Życiorys
Jako zawodnik trenował w klubie sportowym Śląsk Wrocław, największe sukcesy odnosił w strzelaniu z pistoletu szybkostrzelnego. W 1994 wywalczył indywidualne i drużynowe mistrzostwo świata, w 1991 został mistrzem Europy w drużynie. Wywalczył także srebrne medale mistrzostw Europy – w 1987 indywidualnie i w 1989 drużynowo, a w 1987 również brązowy medal mistrzostw Europy. W 1999 zajął pierwsze miejsce w finałowych zawodach Pucharu Świata w Monachium. Zdobył też trzy medale (dwa srebrne, jeden brązowy) mistrzostw Europy juniorów w drużynie, a także jedenaście tytułów mistrza Polski. W zawodach międzynarodowych startował regularnie do 2001.
Czterokrotnie wystąpił na letnich igrzyskach olimpijskich w konkurencji pistolet szybkostrzelny 25 m. Zajął 4. miejsce w Barcelonie w 1992 oraz w Atlancie w 1996, 7. miejsce w Sydney w 2000 i 11. miejsce w Seulu w 1988.
W 1972 został absolwentem technikum mechanicznego, a w 1989 uzyskał tytuł zawodowy inżyniera mechanika na Politechnice Wrocławskiej. Po zakończeniu kariery zawodniczej zajął się działalnością trenerską, został trenerem szwajcarskiej kadry narodowej i olimpijskiej w strzelaniu z pistoletu.